# Đồng hồ nguyên tử

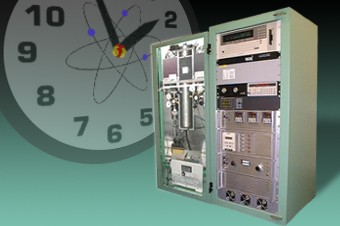
Đồng hồ nguyên tử

Đồng hồ nguyên tử là đồng hồ điều chỉnh thời gian theo trạng thái dao động của nguyên tử. Tần số dao động của nguyên tử là không đổi và có thể đo được, vì vậy đồng hồ nguyên tử là một trong những loại đồng hồ chính xác nhất cho tới nay.

## Cách thức hoạt động
Một giây trong hệ đo lường quốc tế (SI) được định nghĩa từ năm 1967 là sự kéo dài 9,192,631,770 chu kỳ của bức xạ ứng với sự chuyển tiếp giữa hai mức trạng thái năng lượng của nguyên tử cesium (Caesium), đồng vị bền 133Cs. Có thể hiểu nôm na là trong 1 giây nguyên tử 133Cs chuyển đổi giữa 2 trạng thái năng lượng 9,192,631,770 lần. Tần số của bức xạ sau một lần chuyển đổi được tính theo {\displaystyle \Delta \nu } = ΔE/h (với h là hằng số Planck).
Phần chính của đồng hồ nguyên tử là một máy cộng hưởng vi sóng, máy có thể tự điều chỉnh tần số (khi có chênh lệch nhỏ) và so sánh với tần số bức xạ nguyên tử, khi hai giá trị này bằng nhau, máy dò sẽ nhận được một tín hiệu cực đại, 9 192 631 770 tín hiệu sẽ cho ra 1 giây.
Độ chính xác của máy cộng hưởng vi sóng thường có giá trị khoảng 10−14 (chênh lệch 1 giây sau 300.000.000 năm).

## Lịch sử phát triển

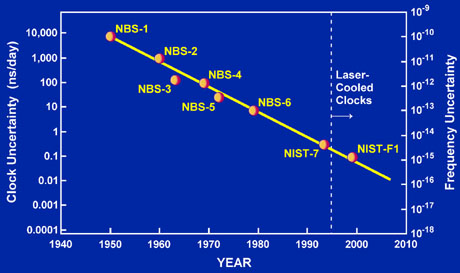
Lịch sử phát triển của đồng hồ nguyên tử

- 1949: đồng hồ nguyên tử đầu tiên hoạt động theo chuyển động của phân tử Amonia được chế tạo bởi Viện tiêu chuẩn và kĩ thuật Quốc gia Hoa Kỳ (NIST, trước kia NBS)
- 1955: Louis Essen chế tạo thành công đồng hồ nguyên tử hoạt động theo chuyển động nguyên tử 133Cs tại phòng thí nghiệm Vật lý Quốc gia Anh (NPL)
- Ngoài nguyên tử 133Cs; nguyên tử Rubidium, Hiđrô và các nguyên tử hay phân tử khác đã được dùng, độ chính xác ngày càng cao hơn.

## Lĩnh vực sử dụng
Đồng hồ nguyên tử được dùng đo chính xác thời gian, xác định và phối hợp các múi giờ và các hệ thống giờ với nhau. Ngoài ra, đồng hồ nguyên tử còn được dùng trong tên lửa, máy bay không người lái, và đặc biệt là đo thời gian để xác định khoảng cách trên vệ tinh trong các hệ thống định vị như GPS, GLONASS hay Galileo.